# シェフのそばで。
シェフのそばで。は、2013年7月23日から同年9月24日までTBSで放送されていたミニ番組（テレビドラマ仕立て料理番組）である。全10回。福島県の単独提供。

## 概要
住宅街に存在する小さな料理店を舞台に、様々な料理をドラマ仕立てで紹介する。

## 放送時間
- 火曜21:54 - 22:00（JST）
  - 21時の『火曜曲!』や22:00の『リンカーン』の拡大版などの時は、ずれる事が有る。
  - なお第1回は、19:00に『TBSスポーツ祭り』、22:39に『JNNフラッシュニュース』、22:45に『リンカーン』、23:39に『NEWS23（第2期）』がそれぞれ編成されたので、0:38まで繰り下げて放送、放送時には日付は既に7月24日になっていた。

## 主な出演者
- シェフ - 千葉雄大
- 客 - 茉莉邑薫
- 料理監修 - あまこようこ

## 放送リスト
| 回 | 放送日  | メニュー                         | 備考                |
| -- | ------- | -------------------------------- | ------------------- |
| 1  | 7月23日 | たたききゅうりのオリエンタル風   | 前述                |
| 2  | 7月30日 | カツオとピクルスのオニオンソース | 22:48 - 22:54で放送 |
| 3  | 8月6日  | 桃のグラニテ                     |                     |
| 4  | 8月13日 | アスパラの冷製クリームスープ     |                     |
| 5  | 8月20日 | ローストビーフのリンゴソースかけ |                     |
| 6  | 8月27日 | まるごとトマトのコンソメミジュレ |                     |
| 7  | 9月3日  | シャモのスパイシーサテ           | 23:03 - 23:09で放送 |
| 8  | 9月10日 | しいたけのフリット               | 22:48 - 22:54で放送 |
| 9  | 9月17日 | 梨のコンポート                   | 22:48 - 22:54で放送 |
| 10 | 9月24日 | 燻りおにぎり                     | 22:48 - 22:54で放送 |

## 主なスタッフ
- 作・構成：
- ナレーション：
- TM：
- MA：
- 編集：
- CG：
- 営業：
- 宣伝：
- 編成：
- 広報：
- AP：
- 演出：
- プロデューサー：
- チーフプロデューサー：
- 制作：